# Coupe de Serbie de football 2019-2020
Navigation
Coupe de Serbie 2018-2019 Coupe de Serbie 2020-2021
La Coupe de Serbie 2019-2020 est la 14e édition de la coupe nationale serbe. Elle prend place entre le 11 septembre 2019 et le 24 juin 2020, date de la finale disputée au Gradski Stadion Čair de Niš.
La compétition est remportée par le Vojvodina Novi Sad, qui gagne sa deuxième coupe nationale face au tenant du titre le Partizan Belgrade et se qualifie ainsi pour le troisième tour de qualification de la Ligue Europa 2020-2021.

## Format
Un total de 34 équipes prennent part à la compétition. Cela inclut l'intégralité des seize clubs de la première division serbe lors de la saison 2018-2019, auquel s'ajoute treize des seize équipes du deuxième échelon. Le Bežanija Novi Belgrade, le Borac Čačak et le Sloboda Užice ne peuvent quant à eux pas participer à la compétition. Les cinq derniers clubs participants sont les différents vainqueurs des coupes régionales de la saison 2018-2019, c'est-à-dire l'OFK Belgrade (Belgrade), le Jagodina Tabane (Est), le FK Trepča (Kosovo-Métochie), le Vodojaža Grošnica (Ouest) et le Brastvo 1946 (Voïvodine).
L'intégralité des confrontations se jouent sur une seule manche. Avant les quarts de finale, aucune prolongation n'est disputée en cas d'égalité à l'issue du temps règlementaire, la rencontre étant alors directement décidée par une séance de tirs au but.
Le vainqueur de la coupe se qualifie pour le troisième tour de qualification de la Ligue Europa 2020-2021. Si celui-ci est déjà qualifié pour une compétition européenne par un autre biais, cette place qualificative est reversée au championnat.

## Tour préliminaire
Un tour préliminaire est disputé afin de réduire le nombre de participants à 32 dans la perspective des seizièmes de finale. Cette phase marque le début de la compétition et concerne théoriquement les cinq derniers de la deuxième division 2018-2019 ainsi que les cinq vainqueurs des coupes régionales pour un total de 10 équipes et cinq confrontations. En raison du retrait de trois équipes, seules deux rencontres sont jouées tandis que l'OFK Belgrade, le FK Trepča et le Vodojaža Grošnica sont exemptés et passent directement au tour suivant.
| Date              | Locaux               | Score             | Visiteurs         |
| ----------------- | -------------------- | ----------------- | ----------------- |
| 11 septembre 2019 | Jagodina Tabane (D3) | 0 - 0 (5 - 6 tab) | (D3) FK Teleoptik |
| 11 septembre 2019 | Brastvo 1946 (D3)    | 3 - 0             | (D3) Bečej 1918   |

## Seizièmes de finale
Les seizièmes de finale prennent place entre le 25 septembre et le 10 octobre. Ce tour voit l'entrée en lice de l'intégralité des équipes restantes. Les rencontres impliquant des clubs ayant pris part aux compétitions européennes se jouent plus tard que les autres.
| Date              | Locaux                   | Score             | Visiteurs                     |
| ----------------- | ------------------------ | ----------------- | ----------------------------- |
| 25 septembre 2019 | Sinđelić Belgrade (D2)   | 0 - 0 (4 - 2 tab) | (D2) FK Zemun                 |
| 25 septembre 2019 | Napredak Kruševac (D1)   | 1 - 1 (3 - 4 tab) | (D1) TSC Bačka Topola         |
| 25 septembre 2019 | Zlatibor Čajetina (D2)   | 1 - 4             | (D1) Vojvodina Novi Sad       |
| 25 septembre 2019 | FK Inđija (D1)           | 2 - 0             | (D2) Dinamo Vranje            |
| 25 septembre 2019 | OFK Belgrade (D3)        | 3 - 2             | (D1) Rad Belgrade             |
| 25 septembre 2019 | Brastvo 1946 (D3)        | 1 - 3             | (D1) Mladost Lučani           |
| 25 septembre 2019 | Budućnost Dobanovci (D2) | 1 - 4             | (D1) Radnički Niš             |
| 25 septembre 2019 | OFK Bačka (D2)           | 1 - 0             | (D2) Radnički 1923            |
| 25 septembre 2019 | Mačva Šabac (D1)         | 1 - 0             | (D2) Metalac Gornji Milanovac |
| 25 septembre 2019 | FK Čukarički (D1)        | 3 - 1             | (D2) OFK Žarkovo              |
| 25 septembre 2019 | Spartak Subotica (D1)    | 2 - 0             | (D2) Novi Pazar               |
| 26 septembre 2019 | Trayal Kruševac (D2)     | 2 - 3             | (D1) Radnik Surdulica         |
| 9 octobre 2019    | Vodojaža Grošnica (D4)   | 0 - 6             | (D1) Partizan Belgrade        |
| 9 octobre 2019    | Proleter Novi Sad (D1)   | 2 - 1             | (D1) Javor Ivanjica           |
| 9 octobre 2019    | Voždovac Belgrade (D1)   | 2 - 2 (7 - 8 tab) | (D3) FK Teleoptik             |
| 10 octobre 2019   | FK Trepča (D3)           | 0 - 8             | (D1) Étoile rouge de Belgrade |

## Huitièmes de finale
| Date             | Locaux                        | Score             | Visiteurs              |
| ---------------- | ----------------------------- | ----------------- | ---------------------- |
| 23 octobre 2019  | OFK Belgrade (D3)             | 1 - 2             | (D1) Radnik Surdulica  |
| 23 octobre 2019  | FK Inđija (D1)                | 2 - 1             | (D1) Proleter Novi Sad |
| 23 octobre 2019  | FK Teleoptik (D3)             | 0 - 1             | (D1) FK Čukarički      |
| 23 octobre 2019  | Radnički Niš (D1)             | 2 - 0             | (D2) OFK Bačka         |
| 23 octobre 2019  | Vojvodina Novi Sad (D1)       | 4 - 0             | (D2) Sinđelić Belgrade |
| 23 octobre 2019  | Mladost Lučani (D1)           | 1 - 1 (5 - 4 tab) | (D1) TSC Bačka Topola  |
| 20 novembre 2019 | Étoile rouge de Belgrade (D1) | 1 - 0             | (D1) Mačva Šabac       |
| 10 mars 2020     | Partizan Belgrade (D1)        | 4 - 0             | (D1) Spartak Subotica  |

## Quarts de finale
| Date        | Locaux                  | Score                | Visiteurs                     |
| ----------- | ----------------------- | -------------------- | ----------------------------- |
| 3 juin 2020 | FK Čukarički (D1)       | 3 - 2                | (D1) Radnički Niš             |
| 3 juin 2020 | Radnik Surdulica (D1)   | 1 - 2                | (D1) Partizan Belgrade        |
| 3 juin 2020 | FK Inđija (D1)          | 1 - 2                | (D1) Étoile rouge de Belgrade |
| 3 juin 2020 | Vojvodina Novi Sad (D1) | 0 - 0 ap (5 - 4 tab) | (D1) Mladost Lučani           |

## Demi-finales
| Date         | Locaux                 | Score | Visiteurs                     |
| ------------ | ---------------------- | ----- | ----------------------------- |
| 10 juin 2020 | FK Čukarički (D1)      | 0 - 1 | (D1) Vojvodina Novi Sad       |
| 10 juin 2020 | Partizan Belgrade (D1) | 1 - 0 | (D1) Étoile rouge de Belgrade |

## Finale
| Titulaires :         |    |                            |     |
|                      |    |                            |     |
| G                    | 1  | 0 Emil Rockov (en)         |     |
| DG                   | 11 | 0 Stefan Đorđević (en)     |     |
| DC                   | 5  | 0 Siniša Saničanin         |     |
| DC                   | 29 | 0 Slavko Bralić (en)       |     |
| DD                   | 15 | 0 Nikola Andrić (en)       |     |
| MC                   | 30 | 0 Aranđel Stojković (en)   |     |
| MC                   | 18 | 0 Nikola Drinčić           |     |
| MO                   | 7  | 0 Nemanja Čović (en)       | 81e |
| AiG                  | 90 | 0 Miljan Vukadinović (en)  | 66e |
| AiD                  | 24 | 0 Petar Bojić (en)         | 81e |
| AC                   | 23 | 0 Momčilo Mrkaić (en)      | 55e |
|                      |    |                            |     |
| Remplaçants :        |    |                            |     |
| DG                   | 3  | 0 Mladen Devetak           | 51e |
| AiG                  | 28 | 0 Miodrag Gemović (en)     | 66e |
| DC                   | 41 | 0 Lazar Stojsavljević (en) | 81e |
| MO                   | 8  | 0 Dejan Zukić              | 81e |
|                      |    |                            |     |
| Entraîneur :         |    |                            |     |
| Nenad Lalatović (en) |    |                            |     |

| Titulaires :   |    |                          |         |
|                |    |                          |         |
| G              | 88 | 0 Vladimir Stojković     |         |
| DG             | 72 | 0 Slobodan Urošević      |         |
| DC             | 3  | 0 Strahinja Pavlović     |         |
| DC             | 23 | 0 Bojan Ostojić (en)     | 46e     |
| DD             | 73 | 0 Nemanja Miletić        |         |
| MC             | 16 | 0 Saša Zdjelar           |         |
| MC             | 19 | 0 Aleksandar Šćekić (en) | 46e     |
| MO             | 6  | 0 Bibras Natkho          |         |
| AiG            | 11 | 0 Takuma Asano           | 72e     |
| AiD            | 50 | 0 Lazar Marković         | 32e     |
| AC             | 9  | 0 Sadiq Umar             |         |
|                |    |                          |         |
| Remplaçants :  |    |                          |         |
| AiG            | 80 | 0 Filip Stevanović       | 32e     |
| MO             | 20 | 0 Seydouba Soumah        | 46e 76e |
| DC             | 15 | 0 Uroš Vitas             | 46e     |
| AC             | 91 | 0 Bojan Matić (en)       | 72e     |
| MO             | 10 | 0 Lazar Pavlović         | 76e     |
|                |    |                          |         |
| Entraîneur :   |    |                          |         |
| Savo Milošević |    |                          |         |

| Titulaires :         |    |                            |     |
|                      |    |                            |     |
| G                    | 1  | 0 Emil Rockov (en)         |     |
| DG                   | 11 | 0 Stefan Đorđević (en)     |     |
| DC                   | 5  | 0 Siniša Saničanin         |     |
| DC                   | 29 | 0 Slavko Bralić (en)       |     |
| DD                   | 15 | 0 Nikola Andrić (en)       |     |
| MC                   | 30 | 0 Aranđel Stojković (en)   |     |
| MC                   | 18 | 0 Nikola Drinčić           |     |
| MO                   | 7  | 0 Nemanja Čović (en)       | 81e |
| AiG                  | 90 | 0 Miljan Vukadinović (en)  | 66e |
| AiD                  | 24 | 0 Petar Bojić (en)         | 81e |
| AC                   | 23 | 0 Momčilo Mrkaić (en)      | 55e |
|                      |    |                            |     |
| Remplaçants :        |    |                            |     |
| DG                   | 3  | 0 Mladen Devetak           | 51e |
| AiG                  | 28 | 0 Miodrag Gemović (en)     | 66e |
| DC                   | 41 | 0 Lazar Stojsavljević (en) | 81e |
| MO                   | 8  | 0 Dejan Zukić              | 81e |
|                      |    |                            |     |
| Entraîneur :         |    |                            |     |
| Nenad Lalatović (en) |    |                            |     |

| Titulaires :   |    |                          |         |
|                |    |                          |         |
| G              | 88 | 0 Vladimir Stojković     |         |
| DG             | 72 | 0 Slobodan Urošević      |         |
| DC             | 3  | 0 Strahinja Pavlović     |         |
| DC             | 23 | 0 Bojan Ostojić (en)     | 46e     |
| DD             | 73 | 0 Nemanja Miletić        |         |
| MC             | 16 | 0 Saša Zdjelar           |         |
| MC             | 19 | 0 Aleksandar Šćekić (en) | 46e     |
| MO             | 6  | 0 Bibras Natkho          |         |
| AiG            | 11 | 0 Takuma Asano           | 72e     |
| AiD            | 50 | 0 Lazar Marković         | 32e     |
| AC             | 9  | 0 Sadiq Umar             |         |
|                |    |                          |         |
| Remplaçants :  |    |                          |         |
| AiG            | 80 | 0 Filip Stevanović       | 32e     |
| MO             | 20 | 0 Seydouba Soumah        | 46e 76e |
| DC             | 15 | 0 Uroš Vitas             | 46e     |
| AC             | 91 | 0 Bojan Matić (en)       | 72e     |
| MO             | 10 | 0 Lazar Pavlović         | 76e     |
|                |    |                          |         |
| Entraîneur :   |    |                          |         |
| Savo Milošević |    |                          |         |